# 윤동기
윤동기(1974년 12월 2일 ~ )는 한국의 남자 성우다. 한국방송 성우극회 소속 2002년 KBS 공채 29기 성우로 데뷔했다.

## 애니메이션

### TV 애니메이션
- 가이킹 LEGEND OF DAIKU-MARYU (재능방송) - 샤콘 / 딕 알카인
- 간츠 (애니박스) - 네모토 테츠오(5화~14화) / 요네쿠라(5화) / TV속 패널 남자(6화)
- 강철의 연금술사 BROTHERHOOD - 마일즈(34화~43화, 45화~47화, 64화)
- 건스워드 (애니맥스) - 윌리엄 윌 우(11화~16화) / 무타카(11화~13화, 18화)
- 그녀는 매직걸(마지카노) (애니맥스) - 오스기
- 금색의 갓슈벨 (챔프) - 페인
- 눈의 여왕 (애니원) - 푸른 트롤 / 참나리(9화) / 목사(16화) / 남자(19화) / 이발사(23화)
- 달콤살벌 미스터 캣 (카툰네트워크) -  헨리 / 박물관 경비 /야구경기 관람객 / 과학 선생님
- 더 배트맨 (카툰네트워크) - 라이노 / 청소부 / 직원 / 기자
- 던전 앤 드래곤 (챔프) - 행크
- 데스노트 (애니박스) - 멜로 (26화~30화, 32화,35화, 37화)
- 덱스터의 실험실 극장판 : 시간여행 (카툰네트워크) - 로봇 / 경찰
- 디퍼와 메이블의 미스터리 모험 (디즈니 채널) - 수스 / 로비 / 토비 / 앵무새
- 라라의 스타일기 1, 2기 (KBS) - 홍주노(31화~32화, 84화)/ 경철서장 / 사회자 / 한상혁 / 먹자레인즈 레드 / 마르코 카푸치노 / 기자
- 라스트 엑자일 (애니박스) - 알렉스 로우
- 로라와 버지니아 (니켈로디언)
- 마다가스카의 펭귄 (니켈로디언) - 레너드(32화, 64화)
- 맹꽁서당 (KBS)
- 명탐정 코난 (투니버스) - 안재훈(6기 31화~32화) / 배진구(6기 33화~34화) / 감식반(16기 32화) / 신철인(16기 33화) / 양덕환(16기 34화) / 태양현(16기 35화)
- 미니프로그램 아유마유 극장 (애니맥스) - 다케시
- 브레이브 비트 - 파워스텝 댄스톤 - (애니맥스) - 브레이킨
- 블랙잭 TV 시리즈 (애니원) - 테츠카
- 봉쥬르 사랑맛 파티스리 (투니버스) - 라일
- 사이드킥 (카툰네트워크)
- 산제이&크레이그 (니켈로디언) - 비제이 파텔 / 치킨 척 / 스캐브 디킨슨
- 소년탐정 김전일 Original 3기 (애니박스) - 에나미 카츠히코(11화~13화)
- 슈퍼로봇대전 OVA (애니박스) - 브리트 / 아라드 / 젠가
- 스캔2고 (SBS) - 카이젤 / 두발 / 연하연방 경찰부장
- 스피드 레이서
- 신비아파트 고스트볼 더블X: 6개의 예언 - 오피키언
- NEW 아기공룡 둘리 (SBS) - 꼴뚜기별 왕자의 하인 / 해적 두목 / 붕어빵 장수 / 구급요원 2 / 서커스 단장
- 아유마유 극장(애니맥스) - 하울 라다비노드 / 고우다 죠지
- 아이실드 21 (애니원) - 이시마루 테츠오
- 앤디의 장난일기 (애니박스)
- 어린 왕자 (EBS)
- 워킹맨 (애니박스) - 야마시로 신지
- 유리함대 (애니박스) - 제럴드
- 정령의 수호자 (애니박스) - 슈가 / 탄다 삼촌 / 마부 탄들
- 제로의 사역마 2기 (애니맥스) - 멤느빌
- 조이드 신세기 제로 (챔프) - 라인백 / 알카오네 / 마크네아
- 채운국 이야기 (애니맥스) - 황기인 / 남설나
- 챔피언 죠 (애니박스) - 울프 카나구시
- 최종병기 그녀 OVA (애니박스)
- 카논 리메이크 (애니맥스) - 쿠제(12화,13화) / TV속 목소리(12화) / 인형가게 주인(13화)
- 크게 휘두르며 (애니맥스) - 토세이 감독(15화~24화) / 오카와(26화)
- 태양의 기사 피코
- 티미의 못말리는 수호천사(니켈로디언) - 쳇 우베차 / 딩클버그 / 빅 대디 / 개리 / AJ아빠 / 토미 / 리키 / 아서왕 / TV 아나운서 / 셜록 홈즈 / 벤자민 프랭클린
- 파워 퍼프 걸 Z (카툰 네트워크) - 그래버 / 퍼지 럼킨스 / 아메바 보이즈 / 누드 라면 / 전파 몬스터 / 미용사
- 판타스틱 칠드런 (애니맥스) - 퀵스 / 짐 / 파르저 / 소란
- 헌터X헌터 리메이크 Part 3 (애니맥스) - 만헤임
- 다이노 코어(투니버스)

### 극장용 애니메이션
- 2006 (애니박스) 구름의 저편, 약속의 장소 - 아리자카
- 2006 (MOVIE) 폭풍우 치는 밤에 가부와 메이 이야기 - 고리
- 2007 (애니박스) 슬레이어즈 극장판 4기 고저스 - 고렘/병사
- 2008 (애니박스) 블랙잭 극장판 ~두 명의 검은 의사~ - 라르고
- 2009 (MOVIE) 천계영의 오디션 - 류미끼
- 2013 (MOVIE) 슈퍼윙스 3D - 썬더
- 2013 (MOVIE) 프리버즈: 밍쿠와 찌아의 도시 대탈출  - 호안
- 2014 (MOVIE) 행복배달부 팻아저씨 - 사이먼
- 2015 (애니원) 아이언맨 & 캡틴아메리카 히어로즈 유나이티드 - 태스크마스터

## 특수촬영 드라마
- 2008 (챔프TV) 가면라이더 덴오 - 카스미 아빠 (이케다 나루시) (11화~12화)

## 외화

### 영화
- 2005 (KBS) 미스터 디즈
- 2005 (KBS) 멕시칸 - 바텐더(다니엘 자카파)
- 2005 (KBS) 피크닉 - 버머
- 2005 (KBS) 허리케인 카터
- 2006 (KBS) 나의 발리우드 신부 - 바비 (산제이 수리)
- 2006 (KBS) 이니셜D - 세이지(유경굉)
- 2006 (KBS) 커커시리 : 마운틴 패트롤 - 아화
- 2007 (KBS) 20 30 40 - 이통의 남자 친구(마지상) / 꽃집 직원(황건화)
- 2007 (KBS) 낫싱 엘스 - 알리
- 2007 (KBS) 링 2 미국판 - 제이크 (라이언 메리먼) / 닥터 (제임스 레슈어)
- 2007 (KBS) 웨딩 크래셔 - 트랩(데이비드 콘래드) / 크루거의 변호사(제임스 맥도넬)
- 2008 (KBS) 뮌헨 - 마크 (모쉐 이브기) / 군인(데니 자하비)
- 2008 (KBS) 러브 체인지 - 아리스타르코프 변호사(알렉산더 스트리체노프)
- 2008 (카툰네트워크) 벤10: 과거로의 질주 - 칼 (돈 맥마너스)
- 2008 (KBS) 원초적 본능 2 - 애덤 / 형사 외
- 2008 (KBS) 엘리트 스쿼드 - 네투 (카이오 준쿠에이라) 외
- 2008 (KBS) 영광의 아이들 - 동료 수구 선수(케레츠테스 타마스)
- 2008 (EBS) 꿈의 질주 - 조디
- 2009 (KBS) 비커밍 제인 - 헨리 오스틴 (조 앤더슨)
- 2009 (EBS) 소년 탐정단 - 해골 섬의 비밀을 찾아서
- 2010 (KBS) 그레이시 스토리 - 자니 보웬 (제시 리 소퍼)
- 2010 (KBS) 엽문 2 - 황량 (황효명)
- 2010 (KBS) 3:10 투 유마 - 윌리엄 (로건 러먼) / 보안관의 부하(지라드 스완) /죄수(크리스 브라우닝)
- 2011 (KBS) 더 콘서트 - 장폴 카레르 (라이오넬 아벨란스키)
- 2011 (KBS) 이클립스 - 라일리 (제이비어 새뮤얼)
- 2011 (KBS) 유령작가 - 릭 리카델리 (존 번설)
- 2011 (KBS) 천국의 속삭임 - 에토레 (마르코 코치)
- 2013 (KBS) 당신이 잠든 사이에 - 잭 (빌 풀먼)
- 2013 (KBS) 사랑할 때 버려야 할 아까운 것들 - 줄리언 아서 (키아누 리브스)
- 2013 (KBS) 아이덴티티 - 에드 (존 큐잭)
- 2015 (극장) 아마조니아 - 아나콘다 외
- 2017 (KBS) 스포트라이트 - 매클리시 (빌리 크루덥) / 학교 교장(게리 갤론)
- 2021 (디즈니+) 이터널스 - 이카리스(리차드 매든)

### 외화 시리즈
- 2005 (KBS) 외화시리즈 닥터 후 시즌1
- 2006 (KBS) 외화시리즈 커맨더 인 치프 - 호러스 앨런 (맷 랜터)
- 2006 (KBS) 외화시리즈 위기의 주부들 시즌2
- 2006 (KBS) 외화시리즈 닥터 후 시즌2  - 미키 스미스 (노엘 클라크)
- 2007 (KBS) 외화시리즈 어글리 베티 - 월터 / 산토스
- 2007 (KBS) 특선시리즈 최후의 카테고리 7(토네이도) 4부작 - 개빈 카 (세바스찬 스펜스)
- 2009 (KBS) 외화시리즈 닥터 후 시즌4 - 데이브 / 헤리스 / 루크 / 미키 스미스
- 2009 (KBS) 외화시리즈 데미지 - 그레고리(피터 파치넬리)
- 2009 (KBS) 외화시리즈 로스트 시즌5 - 라진스키 / 제이콥
- 2009 (KBS) 외화시리즈 그레이 아나토미 시즌 5 - 마이크 셸리 (마이클 레이디)
- 2011 (KBS) 외화시리즈 대지의 기둥 - 윌리엄 햄리 (데이비드 오크스)
- 2011 (KBS) 외화시리즈 토치우드 시즌 4 - 안젤로 콜라산토
- 2012 (KBS) 외화시리즈 삼국지 - 손권 (장보)
- 2014 (KBS) 외화시리즈 삼총사 - 아토스 (톰 버크)
- 2014 (MBC) 외화시리즈 더 라인 시즌 1~3 - 장 마르체티 (니콜라스 곱) / 폰리터 (괴츠 버거) / 크레뮤 (로렌트 바튜) / 맥스 (얀 고번)
- 2014 (WOW한국경제TV) 외화시리즈 신수호지 - 오용 (이종한)
- 2015 (KBS) 외화시리즈 삼총사 시즌 2 - 아토스 (톰 버크)
- 2015 (PBC 평화방송) 외화시리즈 명탐정 브라운 신부 - 시메온
- 2016 (KBS) 외화시리즈 전쟁과 평화 - 돌로호프 (톰 버크) / 오스트리아 황제(벤 로이드휴스)
- 2016 (KBS) 외화시리즈 닥터 포스터 - 사이먼 포스터 (버티 카벨)
- 2017 (채널J) 외화시리즈 우러보니 존귀한 - 아오시마 (무라카미 니지로)
- 2017 (KBS) 외화시리즈 닥터 포스터 시즌 2 - 사이먼 포스터 (버티 카벨)
- 2018 (KBS) 외화시리즈 경감 메그레 시즌 2 - 칼 안데르슨(톰 블라시하)

## 게임
- 2013 열혈강호 온라인2 (PC) - 한무진
- 2015 엔들리스 레전드 (PC&MAC) - 야생을 걷는자
- 2015 The Walking Dead Season 1 (PC&MAC) - 케니 / 쳇

## 내레이션
- 2006.05.10 KBS 1TV 독일월드컵 D-30 특집 5인의 선택 월드컵을 빛낼스타 (목소리 출연)
- 2006.08.25~2008.11.28 SBS 금요 컬처 클럽 297회~402회
- 2007.03.11 KBS 1TV 스페셜 차마고도 5,000km를 가다
- 2007.03.28 KBS 1TV 세계 걸작 다큐멘터리 실종된 여름의 미스터리
- 2008.05.19 EBS 다큐 10 도전 클래식 스타 1부 오디션
- 2008.05.20 EBS 다큐 10 도전 클래식 스타 2부 새로운 청중을 만나다
- 2008.05.21 EBS 다큐 10 도전 클래식 스타 3부 스튜디오 녹음
- 2008.05.22 EBS 다큐 10 도전 클래식 스타 4부 결선 진출을 향해
- 2008.05.23 EBS 다큐 10 도전 클래식 스타 5부 최후의 승자
- 2008.08.18 EBS 다큐 10 범고래와 함께 잠수를
- 2008.12.16 MBC 특집 다큐멘터리 포기하지 않는 영혼, 랜스 암스트롱
- 2008.12.23 EBS 다큐 10 베드로와 바울, 세상 밖으로 나오다 (목소리 출연)
- 2008.12.30 EBS 다큐 10 베드로와 바울, 세상을 뒤집다 (목소리 출연)
- 2009.02.14 KBS 1TV 세계 걸작 다큐멘터리 인도 이야기 6부작 제5부 힌두교와 이슬람교의 만남 (목소리 출연)
- 2009.02.22 KBS 1TV 세계 걸작 다큐멘터리 인도 이야기 6부작 제6부 식민시대 (목소리 출연)
- 2009.10.02 EBS 세계의 다큐멘터리 세계의 정원-멕시코와 쿠바
- 2009.11.03 KBS 1TV 해외걸작 열정의 물방울 와인 1편, 와인 경제학 (목소리 출연)
- 2009.00.00 EBS 세계의 다큐멘터리 세계의 정원-남아메리카
- 2009.00.00 EBS 세계의 다큐멘터리 세계의 정원-미국
- 2009.12.04 EBS 세계의 다큐멘터리 세계의 정원-호주와 뉴질랜드
- 2010~2011 SBS Golf 골프투데이 '현장속으로'
- 2010.02.20~2011.01.11 FTV 파도 37.5도 1회~30회
- 2010.04.26 SBS Golf 다큐 스페셜, 제주도 축제의 서막
- 2010.05.28 KTV KTV 스페셜 10회 녹색 관광이 뜬다
- 2010.06.18 KTV KTV 스페셜 13회 전망! 2010 하반기 한국경제
- 2010.07.05 SBS Golf 다큐 스페셜, 초보들의 필드여행
- 2010.07.16 KTV KTV 스페셜 17회 4대강이 희망이다
- 2010.08.13 KTV KTV 스페셜 21회 똑똑하게 일하는 대한민국, 스마트 세상이 열린다
- 2010.09.11 KTV KTV 스페셜 24회 4대강 우리가 지킨다
- 2010.09.16 원주MBC 창사40주년 특집다큐멘터리 경술국치 100년, 문화재수난사의 재조명 1부 1709매 유리원판사진의 비밀
- 2010.09.17 원주MBC 창사40주년 특집다큐멘터리 경술국치 100년, 문화재수난사의 재조명 2부 1만 2천 조각의 지광국사현묘탑
- 2010.10.16 EBS 지구촌 다큐멘터리 세계의 정원-중국과 일본
- 2010.10.23 EBS 지구촌 다큐멘터리 세계의 정원-지중해편
- 2010.10.30 EBS 지구촌 다큐멘터리 세계의 정원-남아프리카 공화국
- 2010.11.06 EBS 지구촌 다큐멘터리 세계의 정원-북유럽
- 2010.11.13 EBS 지구촌 다큐멘터리 세계의 정원-동남아시아
- 2011.04.25~2012.11.05 SBS Golf 골프투데이 스페셜
- 2011.06.21 KBS 1TV 특집 다큐멘터리 그린 밥상 제1편 저탄소 밥상을 차리자
- 2011.06.22 KBS 1TV 특집 다큐멘터리 그린 밥상 제2편 착한 농업이 뜬다
- 2011.11.28 MBC 나눔특별기획 고맙습니다, 작은 도서관
- 2011.12.09 EBS 다큐 10 가난한 자들의 어머니, 테레사 수녀
- 2011.12.31 KBS 2TV 자유선언 토요일 E31 송년특집 가족의 탄생 -김병만, 유기견 사료 1톤 기부 위한 슬랙라인 도전-
- 2012.02.06~2012.03.19 SBS Golf 레슨의 재구성 1회~6회
- 2012.03.02 EBS 다큐 10 하늘의 거울, 우유니 소금사막
- 2012.03.02 KTV 이슈진단 시선 탈북자 강제북송을 막아라!
- 2012.03.23~2012.08.10 KTV 글로벌 코리아
- 2012.09.06~2012.12.13 SBS Golf 레슨테라피 ILoveGolf 1회~12회
- 2012.09.22 KBS 2TV 세상의 모든 다큐 알래스카 홍연어의 대장정
- 2012.10.21 KTV 이슈진단 시선 구미 불산가스 사고 대책과 예방책은?
- 2012.10.24 KBS 2TV 세상의 모든 다큐 E083 우주로 간 영웅들 1부
- 2012.10.25 KBS 2TV 세상의 모든 다큐 E084 우주로 간 영웅들 2부
- 2012.10.26 KTV 이슈진단 시선 엄마를 일하게 하라! 진화하는 보육정책
- 2012.11.15 KBS 2TV 세상의 모든 다큐 E089 오토매틱 브레인 1편 무의식의 마법
- 2012.11.16 KBS 2TV 세상의 모든 다큐 E090 오토매틱 브레인 2편 무의식의 위력
- 2012.12.31 MBC 휴먼스토리 덤벼라! 인생 12화 - 젓갈할머니 유양선의 특별한 기부인생
- 2013.01.05 KBS 1TV 2013 글로벌 다큐멘터리 세상 끝으로의 여행 1편 -바다
- 2013.01.06 KBS 1TV 2013 글로벌 다큐멘터리 세상 끝으로의 여행 2편 -하늘
- 2013.01.18 KTV 이슈진단 2013 약자를 위한 정책, 무엇이 달라지나?
- 2013.01.25 KTV 이슈진단 자살 없는 건강한 사회를 위해
- 2013.03.15 EBS 글로벌 프로젝트 나눔 우간다 나무꾼 아빠의 소망
- 2013.03.21~2014.12.29 SBS Golf 골프 픽스
- 2013.04.20 KBS 1TV 2013 글로벌 다큐멘터리 E11 상아를 쫓는 사람들
- 2013.04.29~2013.06.26 KTV 100년의 행복, 희망 대한민국 '현장광장 24시' 1회~9회
- 2013.06.27~2013.09.12 SBS Golf 레슨테라피 시즌2 PlayGolf 1회~12회
- 2013.07.02~2013.10.22 KTV 100년의 행복, 희망 대한민국 '영웅' 10회~26회
- 2013.08.16 EBS 글로벌 프로젝트 나눔 E73 잠비아, 소년 가장 노아
- 2013.08.23~2014.01.03 SBS Golf 레슨투어 VICTORY '임진한의 레슨캠프 시즌5'
- 2013.10.18 KBS 2TV 세상의 모든 다큐 식물의 지능을 발견하다
- 2013.11.06 아리랑 TV 아리랑프라임 심마니
- 2014.01.02 KBS 2TV 세상의 모든 다큐 E188 우주의 비밀을 찾아서 1편 -우주 밖으로
- 2014.01.09 KBS 2TV 세상의 모든 다큐 E189 우주의 비밀을 찾아서 2편 -우리안의 우주
- 2014.04.14~2015.03.02 SBS Golf 골프투데이 '리와인드'
- 2014.05.29~2014.08.14 SBS Golf 고덕호의 Pro-Feel 1회~12회
- 2014.08.17 KBS 1TV 글로벌 다큐멘터리 예고없는 공포, 싱크홀
- 2014.08.18 NGC Korae 2014 생명의 땅 <아프리카의 젖줄, 나일강> 1부 생명의 파라다이스
- 2014.08.25 NGC Korae 2014 생명의 땅 <아프리카의 젖줄, 나일강> 2부 어둠의 심장
- 2014.09.01 NGC Korae 2014 생명의 땅 <아프리카의 젖줄, 나일강> 3부 파라오의 강
- 2014.09.21 NGC Korea 2014 생명의 땅 <와일드 보츠와나: 사자 형제의 모험>
- 2014.09.30 KBS 2TV 생생 정보통 '한판대결! 궁극의 맛'
- 2014.10.15 KBS 2TV 생생 정보통 'MC대결! 궁극의 맛'
- 2014.11.06 KBS 2TV 생생 정보통 '궁극의 맛'
- 2014.11.12 KBS 2TV 세상의 모든 다큐 E251 도시, 자연을 품다 -뉴욕의 녹색혁명
- 2014.11.19 KBS 2TV 생생 정보통 '리얼현장 24시'
- 2014.11.24 NGC Korae 항공사고 수사대:에어 크래쉬 1회, 죽음의 고공 비행
- 2014.12.08 NGC Korae 항공사고 수사대:에어 크래쉬 3회, 엇갈린 선택
- 2014.12.15 NGC Korae 항공사고 수사대:에어 크래쉬 4회, 미궁 속의 추락
- 2014.12.22 NGC Korae 항공사고 수사대:에어 크래쉬 5회, 뮌헨 참사
- 2014.12.29 NGC Korae 항공사고 수사대:에어 크래쉬 6회, 터닝 포인트
- 2015.01.05 NGC Korae 항공사고 수사대:에어 크래쉬 7회, 소통의 난기류
- 2015.01.06 SBS Golf 레슨의 재구성 1회 (진행, 내레이션)
- 2015.01.07 SBS Golf 레슨의 재구성 2회 (진행, 내레이션)
- 2015.01.12 NGC Korae 항공사고 수사대:에어 크래쉬 8회, 비행기 이중 추돌
- 2015.01.13 SBS Golf 레슨의 재구성 3회 (진행, 내레이션)
- 2015.01.14 SBS Golf 레슨의 재구성 4회 (진행, 내레이션)
- 2015.01.16 NGC Korae 킹 코브라
- 2015.01.19 NGC Korae 항공사고 수사대:에어 크래쉬 9회, 사막의 화염
- 2015.01.25 NGC Korae 생명의 땅 <북극의 생존 게임:북극곰VS범고래>
- 2015.01.26 NGC Korae 항공사고 수사대:에어 크래쉬 10회, 상공의 총성
- 2015.01.31 KBS 2TV 세상의 모든 다큐 E272 마음을 울리는 멜로디 - 한 사람만을 위한 연주회
- 2015.02.02 NGC Korae 항공사고 수사대:에어 크래쉬 11회, 비행 중 멈춘 엔진
- 2015.02.03 SBS Golf 레슨의 재구성 5회 (진행, 내레이션)
- 2015.02.04 SBS Golf 레슨의 재구성 6회 (진행, 내레이션)
- 2015.02.09 NGC Korae 항공사고 수사대:에어 크래쉬 12회, 보이지 않는 비행기
- 2015.02.10 SBS Golf 레슨의 재구성 7회 (진행, 내레이션)
- 2015.02.11 SBS Golf 레슨의 재구성 8회 (진행, 내레이션)
- 2015.02.15 KBS 2TV 세상의 모든 다큐 E281 새로운 의료 혁명, 셀프모니터 시대가 온다
- 2015.02.16 NGC Korae 항공사고 수사대:에어 크래쉬 13회, 상공의 시한폭탄
- 2015.02.23 NGC Korae 항공사고 수사대:에어 크래쉬 14회, 사라진 헬기
- 2015.03.02 NGC Korae 항공사고 수사대:에어 크래쉬 15회, 정체불명의 소리
- 2015.03.09 NGC Korae 항공사고 수사대:에어 크래쉬 16회, 태풍 속의 이륙
- 2015.03.16 NGC Korae 항공사고 수사대:에어 크래쉬 17회, 벼랑 끝의 비행
- 2015.03.23 NGC Korae 항공사고 수사대:에어 크래쉬 18회 보이지 않는 활주로
- 2015.03.30 NGC Korae 항공사고 수사대:에어 크래쉬 19회 그랜드 캐니언 참사
- 2015.04.06 NGC Korae 항공사고 수사대:에어 크래쉬 20회 미국 최악의 항공참사
- 2015.04.13 NGC Korae 항공사고 수사대:에어 크래쉬 21회 위험한 집착
- 2015.04.15 KBS 2TV 세상의 모든 다큐 E292 우리가 몰랐던 아기들의 세계
- 2015.04.20 NGC Korae 항공사고 수사대:에어 크래쉬 22회 로코모티프 하키팀의 비극
- 2015.04.27 NGC Korae 항공사고 수사대:에어 크래쉬 23회 대통령 전용기 추락
- 2015.05.04 NGC Korae 항공사고 수사대:에어 크래쉬 24회 수상한 추락
- 2015.05.11 NGC Korae 항공사고 수사대:에어 크래쉬 25회 생사를 가른 28초
- 2015.05.18 NGC Korae 항공사고 수사대:에어 크래쉬 26회 사라진 비행기
- 2015.07.01 KBS 2TV 특선다큐 - 에볼라 최전선의 의사들
- 2015.07.13 KBS 1TV 해외 걸작 다큐멘터리 - 우리 생애 마지막 여름 1부
- 2015.07.20 KBS 1TV 해외 걸작 다큐멘터리 - 우리 생애 마지막 여름 2부
- 2015.07.27 KBS 1TV 해외 걸작 다큐멘터리 - 우리 생애 마지막 여름 3부
- 2015.08.03 KBS 1TV 해외 걸작 다큐멘터리 - 우리 생애 마지막 여름 4부
- 2015.08.12 KBS 1TV 광복70년 특집다큐 이상설, 불꽃의 시간 1부 - 가려진 전략가 (이상설 역으로 출연)
- 2015.08.13 KBS 1TV 광복70년 특집다큐 이상설, 불꽃의 시간 1부 - 불운한 시대의 천재 (이상설 역으로 출연)
- 2015.11.07 KBS 1TV 해외 걸작 다큐 - 프랑스판 국산으로만 살아보기 1부
- 2015.12.12 KBS 1TV 해외 걸작 다큐 - 프랑스판 국산으로만 살아보기 2부
- 2016.01.28 KBS 2TV 세상의 모든 다큐 - 에티오피아 오모 계곡의 몰락
- 2016.04.05 KBS 1TV 해외 걸작 다큐 - 기적의 약 플라세보
- 2016.05.18 KBS 2TV 세상의 모든 다큐 - 빛과 어둠 1부 빛
- 2016.08.03 KBS 1TV 리우 올림픽 특선 다큐 올림픽 전설과의 특별한 승부 - 스티브 하케
- 2016.08.25 KBS 2TV 세상의 모든 다큐 - 세이셸의 비밀, 다로스 섬
- 2016.10.27 KBS 2TV 세상의 모든 다큐 - 세계 최대의 어시장, 도쿄 쓰키지
- 2016.12.13 KBS 1TV 해외 걸작 다큐 - 미국 흑백갈등 1편 KKK, 백인우월주의를 위하여
- 2016.12.20 KBS 1TV 해외 걸작 다큐 - 미국 흑백갈등 2편 흑인의 선택, 무장저항
- 2017.01.23 KBS 1TV 해외 걸작 다큐 - 고대유물의 비밀을 찾아서 1부 그레이트 피라미드의 비밀
- 2017.03.01 KBS 2TV 세상의 모든 다큐 - 장수의 비결 1부 밥상, 춤, 그리고 스트레스
- 2017.03.08 KBS 2TV 세상의 모든 다큐 - 장수의 비결 2부 장수의 열쇠, 뇌(腦)
- 2017.04.27 KBS 2TV 세상의 모든 다큐 - 육식에 대한 진실
- 2017.06.08 KBS 2TV 세상의 모든 다큐 - 사이먼 리브의 카리브해 기행 1부
- 2017.06.15 KBS 2TV 세상의 모든 다큐 - 사이먼 리브의 카리브해 기행 2부
- 2017.06.22 KBS 2TV 세상의 모든 다큐 - 사이먼 리브의 카리브해 기행 3부
- 2017.07.27 KBS 2TV 세상의 모든 다큐 - 동물 구조 작전 1부 크루거 국립공원의 코뿔소
- 2017.09.06 KBS 2TV 세상의 모든 다큐 - 수용소의 작곡가들
- 2017.10.17 KBS 1TV 특선다큐 <로마의 지하세계>
- 2017.10.22 KBS 1TV 특선다큐 <육식은 정말 나쁜가?>
- 2017.11.08 KBS 2TV 세상의 모든 다큐 - 이탈리아의 잃어버린 도시를 찾아서 1부 나폴리
- 2017.11.15 KBS 2TV 세상의 모든 다큐 - 이탈리아의 잃어버린 도시를 찾아서 2부 베네치아
- 2017.11.22 KBS 2TV 세상의 모든 다큐 - 이탈리아의 잃어버린 도시를 찾아서 3부 피렌체
- 2018.03.07 KBS 2TV 세상의 모든 다큐 - 사이먼 리브의 터키 기행 1부 유럽과 아시아가 만나는 나라
- 2018.03.14 KBS 2TV 세상의 모든 다큐 - 사이먼 리브의 터키 기행 2부 갈림길에 놓인 나라
- KBS 춘천방송 특집 다큐멘터리 "석호"
- 국회방송 메디컬 코리아 수술의 힘
- 국방TV 허리케인 헌터스 시즌2
- 서울시 인터넷방송 "문화유적 탐방"
- 서울시 인터넷방송 "내고장 문화유산"

### 광고CM 및 기타
- 2014.07.22 롯데홈쇼핑 알렉스 참숯직화 스테이크 ALEX STEAK (광고 CM)
- 2014.07.26 롯데홈쇼핑 PHILIPS 면도기 (광고 CM)
- 2014.07.30 롯데홈쇼핑 SMOOZE! 후룻 아이스크림 (광고 CM)
- 2014.08.17 롯데홈쇼핑 Dole 후룻&넛츠 (광고 CM)
- 2014.08.27 롯데홈쇼핑 알렉스 참숯직화 스테이크 ALEX STEAK (광고 CM)
- 2014.09.02 롯데홈쇼핑 윤상섭 갈비 (광고 CM)
- 2014.09.07 롯데홈쇼핑 롯데JTB/여행박사 '하룽베이 품다' 배트남북부 4일 (광고 CM)
- 2014.09.13 롯데홈쇼핑 모두투어 방콕/파타야 5일 (광고 CM)
- 2014.09.20 롯데홈쇼핑 참좋은여행 샌드바리조트+7대특전 세부 5일 (광고 CM)
- 2014.10.05 롯데홈쇼핑 olleh kt LG 와인스마트 (광고 CM)
- 2014.10.10 롯데홈쇼핑 일월 온수매트 (광고 CM)

## 드라마CD
夜海 (밤바다)
- 2013 KILL THE LIGHTS PART1 (노아 레이칼튼) -BLCD-
- 2013 KILL THE LIGHTS PART2 (노아 레이칼튼) -BLCD-
- 2013 The JaRa Vol.24 (남자친구)
- 2021 PAYBACK (윤제이)

보이스북
- 2016 홀리도어 ~뱀파이어의 만찬~ (제준혁)

## 오디오 드라마

### 북큐브 리얼장르
- 2015 애랑(愛浪) : 치열한 사랑 (유현목)

## 라디오 드라마

### KBS
소설극장 (KBS 3라디오)
- 2003.09.08 ~ 2003.10.19 김랑 <눈물로 남은 너 1, 2> (현빈)
- 2003.10.20 ~ 2005.05.18 황석영 <삼국지> (장비)
- 2016.02.25 ~ 2016.03.31 장강명 <표백> (해설)

라디오 여행기 (KBS 3라디오)
- 2007 정태남 <베네치아에서 비발디를 추억하며> (낭독)

라디오 극장 (KBS 한민족 방송)
- 2009.02.01 ~ 2009.02.28 김주영 <아라리 난장> (박봉환)
- 2011.01.01 ~ 2011.01.31 권현숙 <에어홀릭> (강 규)

라디오 독서실 (KBS 2라디오)
- 2002.01.20 김지현 <사각 거울> (남자 1)
- 2002.02.10 조정래 <한강> (학생 2)
- 2002.03.03 우애령 <당진 김씨> (장씨)
- 2002.04.14 김다은 <초대받지 못한 그림들> (이순의 대학후배)
- 2002.04.21 윤영수 <이인소극>
- 2002.05.12 하성란 <파리>
- 2002.05.19 민경현 <너의 꿈을 춤추련다> (스님 2)
- 2002.06.09 이원규 <강물은 바람을 안고 운다> (북한 벌목공)
- 2002.09.01 허경진 <허균 평전> (친구 1)
- 2002.09.22 이순원 <망배(望拜)> (동생)
- 2003.01.05 김나정 <비틀즈의 다섯 번째 멤버> (이씨)
- 2003.02.02 이명랑 <어머니가 있는 골목> (기술자)
- 2003.02.09 김수경 <아내> (의사)
- 2003.02.16 원재훈 <모닝커피> (윤PD)
- 2003.06.01 김용만 <은장도> (변호사)
- 2003.06.15 권지예 <행복한 재앙> (원장-계약의사-)
- 2003.07.13 박민규 <지구영웅전설> (닥터 설리번)
- 2003.08.03 위  화 <허삼관 매혈기> (혈두)
- 2003.09.14 박규원 <상하이 올드 데이즈> (우융강)
- 2003.09.21 강석호 <금의환향> (경찰청장)
- 2003.10.12 베르나르 베르베르 <나무> (2편 해설)
- 2003.10.26 김정숙 <블루 사이공> (하일병)
- 2003.11.02 조헌용 <파도는 잠들지 않는다> (철규)
- 2003.11.09 수잔 앨리자베스 필립스 <나에게 사랑은 있다> (해리)
- 2003.11.30 김수미 <양파> (해설)
- 2003.12.21 파올로 코엘료 <연금술사> (영국인)
- 2004.01.04 허영만 <식객> (국장)
- 2004.01.11 이우현 <덫> (과장)
- 2004.03.21 김영현 <차력사> (이과장)
- 2004.04.11 김도언 <기호태 傳> (경찰)
- 2004.04.18 차근호 <암흑전설 영웅전> (군사)
- 2004.05.23 김문수 <아론> (수사관)
- 2004.06.06 김지우 <디데이 전날>
- 2004.06.20 김연수 <리기다 소나무 숲에 갔다가> (의사)
- 2004.06.27 원재길 <달밤에 몰래 만나다> (주민 2-태권도 사범-)
- 2004.07.11 전성태 <존재의 숲> (기자)
- 2004.08.01 정미경 <달은 스스로 빛나지 않는다> (윤조)
- 2004.08.22 카타야마 코이치 <세상의 중심에서 사랑을 외치다> (디제이 1)
- 2004.09.12 오은희 <달고나> (감독)
- 2004.09.26 김영하 <보물선> (캡틴)
- 2004.10.24 코넬 울리치 <춤추는 탐정> (사장)
- 2004.11.14 윤정모 <탱고> (남자 1)
- 2004.11.21 공지영 <별들의 들판> (진석)
- 2004.12.26 김영무 <초의선사 장의순> (의순)
- 2005.05.01 이만교 <표정관리 주식회사> (씨)
- 2005.08.07 함세덕 <동승> (정심)
- 2005.09.18 김연수 <기억할 만한 지나침> (현)
- 2005.12.25 최종률 <빈 방 있습니까> (박덕구)
- 2006.11.12 정미경 <내 아들의 연인> (현)
- 2008.02.17 윤순례 <상사화> (남자-처사-)
- 2008.04.06 정미경 <너를 사랑해> (나 / 해설)
- 2012.05.27 김소진 <눈사람 속의 검은 항아리> (나 / 해설)
- 2012.10.14 김수정 <삵> (해설)
- 2013.01.20 고송석 <이교도> (나 / 해설)
- 2013.05.05 김종옥 <거리의 마술사> (해설)
- 2013.10.27 이  상 <지팡이 역사> (나 / 해설)

KBS 무대 (KBS 한민족 방송) 
- 2002.03.24 마지막 소포 (우체부)
- 2002.05.05 영자야! 영자야! (행인 1)
- 2002.05.19 석탄일 특집극-소(牛)를 찾아서 (사람 1)
- 2002.05.26 지성마트(知性mart) 4남매 (청년 1)
- 2002.09.15 모로코의 깊고 푸른 밤 (압둘)
- 2002.11.24 비목어(比目魚)의 사랑 (의사 1)
- 2003.02.02 구룡반점에 가면 사랑이 있을까 (간부 2)
- 2003.03.02 당신은 누구시길래 (남자)
- 2003.04.06 첫사랑은 만나지 말아야한다 (미친개)
- 2003.04.20 봄날에 (두치)
- 2003.05.11 歸依 그리고 他人 (박씨)
- 2003.05.25 그 여자는 키가 작다 (수선공)
- 2003.06.08 파도 소리 (송씨)
- 2003.06.22 개와 늑대 사이의 시간 (경비)
- 2003.06.29 그대 가슴에 종소리 (사회)
- 2003.07.13 오봉달 카페로 오세요 (윤희의 유부남 애인)
- 2003.08.10 섹스블루 (아들)
- 2003.08.17 서바이벌 게임 (부장)
- 2003.10.26 불귀도(不歸島) (둘째사위)
- 2003.12.14 동그라미 (오사장)
- 2004.01.11 악녀가 내 안으로 들어왔다 (출판사 사장)
- 2004.02.08 달팽이 가족 (의사)
- 2004.02.15 앨리스는 더 이상 여기 살지 않는다 (의사)
- 2004.03.14 내 하나의 사랑은 가고 (가게주인 금은방)
- 2004.03.21 내 나이 서른 아홉 (현수오빠)
- 2004.05.23 빨간 우체통 (선생님)
- 2004.06.13 그녀의 계약결혼 (동우)
- 2004.08.29 두려움 뒤엔… 그리움이 있다 (동건)
- 2004.10.03 무녀리 (한경빈 / 변호사)
- 2004.10.31 한국제 빨간 스타킹 (소장)
- 2004.11.07 이 닦는 여자 (신부)
- 2004.11.14 창명비조도 (아들)
- 2004.11.21 사랑, 그 영원한 평행선 위에 (민구)
- 2005.03.06 바람의 시 (성우)
- 2005.09.24 피사의 사탑 (오승진)
- 2006.04.15 족두리 무덤 (정민)
- 2006.11.18 다시 사랑을 기다리며 (민우)
- 2007.06.02 동복(同腹)아우 (형)
- 2011.10.08 며느리 변주곡 (이명훈)
- 2013.02.02 NOBLE CLUB (경호)
- 2013.10.05 그녀의 하이힐에 관한 9cm의 짧은 고찰 (황민재)
- 2014.01.11 가족의 탄생 (홍태형)

일요 다큐 이제는 그리운 사람들 (KBS 1라디오)
- 2002.03.31 제070화 <광부와 간호사, 그들이 서독으로 간 까닭은> (남자 6)
- 2002.05.12 제076화 <아드님이 있었다. 그리고 딸이 있었다> (교사 1)
- 2002.05.19 제077화 <읍내 삼거리, 자전거포 아저씨> (남자 7)
- 2002.05.26 제078화 <주전부리, 그리고 골목길옆 센베이 과자집> (남자 7)
- 2002.06.02 제079화 <서울토박이 이성선의 청계천 이야기> (남자 4)
- 2002.06.09 제080화 <장충동 족발집엔 사연도 많더라> (남자 11)
- 2002.07.07 제084화 <우리는 그래서 남산에 올랐다> (남자 1)
- 2002.07.14 제085화 <원양선원들 돌아오다> (지망생)
- 2002.07.28 제087화 <일기예보관, 날마다 천기를 누설해온 사람들> (직원 5)
- 2002.08.25 제091화 <당신의 모교는 안녕하십니까> (남자 6)
- 2002.10.20 제098화 <무명저고리에 광목치마 받쳐입고> (교사)
- 2002.10.27 제099화 <불량식품을 추억하다> (엿장수)
- 2002.11.10 제101화 <디디티, 호리돌, 스미치온을 아십니까 (남자 2)
- 2002.11.17 제102화 <미군기지 부근에서 살았더란다> (청년)
- 2002.11.24 제103화 <장발, 미니스커트, 그리고 경범죄> (남자 3 / 남자 4)
- 2002.12.01 제104화 <나루터, 혹은 선창가 사람들> (사공 1)
- 2002.12.08 제105화 <고물상 이야기> (주인)
- 2002.12.29 제108화 <열여덟살, 우리는 제과점에 갔었다> (보조)
- 2003.01.05 제109화 <음악다방 DJ는 모두 어디 갔을까> (대학생 1 / 남자 5)
- 2003.01.12 제110화 <세일즈맨 홍경석의 '외판원 일기'> (찰리 / 김대섭)
- 2003.01.19 제111화 <파트너를 정할까요?> (총각)
- 2003.01.26 제112화 <말을 찍는 사진사, 국회 속기사> (조병옥)
- 2003.02.02 제113화 <30년 전에는 운전을 어떻게 배웠을까> (주인남)
- 2003.02.09 제114화 <우리가 만화방에 두고 온 것들> (아버지)
- 2003.02.16 제115화 <이명래 고약을 아십니까> (사사키-일본인-)
- 2003.02.23 제116화 <라디오가 있었고, 연속극이 있었다> (시골남 2)
- 2003.03.02 제117화 <아나운서 임택근의 고국에 계신 동포 여러분> (박종세)
- 2003.03.09 제118화 <기와집에서 살고 싶었다> (아버지)
- 2003.03.16 제119화 <훈련소로 가는 길> (훈병 1)
- 2003.03.30 제121화 <공중전화가 있는 풍경> (김기태)
- 2003.04.06 제122화 <대관령 황태덕장에 봄바람이 분다> (김씨)
- 2003.05.25 제129화 <아직도 그들은 석탄을 캔다> (주재원-연탄공장-)
- 2003.06.01 제130화 <시골 지서 순경이 되고 싶었다> (남자 1)
- 2003.06.29 제134화 <트롯가수 김미성의 '명카수가 되는 길'> (교사 2-전라도-)
- 2003.07.06 제135화 <계모임이 있던 날> (남자 1)

이명숙 변호사의 가정법원 (KBS 3라디오)
- 2002.01.27 <특별한 재판 [이제는 연애 안해요]:정신지체아동 성폭행에 대한 재판> (남판사)
- 2002.02.03 <말꼬리에 짓밟힌 가정(헛소문에 무너진 가정)> (기자)
- 2002.02.24 <라디오75주년 특별기획 3부작 제2편-카사노바는 사라지지 않았다> (기자)
- 2002.04.28 <교과서에 실린 사건 : 아름다운 세상을 위하여> (직원 2)
- 2002.05.12 <아름다운 구속> (행인 1)
- 2002.06.02 <남성, 성희롱 피해사건> (경찰 1)
- 2002.06.09 <한 집안 두 살림의 실체> (직원)
- 2002.06.23 <한달에 한번 마술에 걸리는 여자> (이형사)
- 2002.07.14 <부적절한 관계, 그리고 그 결말> (경찰)
- 2002.08.11 <부부라는 이름표> (의사 2)
- 2002.08.25 <여성에게 희망을, 사내부부 복직 소송> (판사)
- 2002.09.01 <혹 떼려다 혹 붙인 개인파산> (정대리)
- 2002.09.14 <돼지 꿈, 가정을 깨뜨리다-복권당첨과 이혼> (사장)
- 2002.09.22 <단돈 천 원 때문에 소송을 걸다> (판사 2)
- 2002.10.13 <이혼, 끝나지 않은 소송> (판사 1)
- 2002.10.20 <일터를 빼앗긴 남자> (판사)
- 2002.11.03 <의료사고, 돌이킬 수 없는 실수> (낭독)
- 2002.11.10 <핏줄, 오류와 진실 사이에서> (후배)
- 2002.11.17 <형법 제304조,『혼인빙자간음죄』를 심판한다!>
- 2002.11.24 <아버지, 저는 한국인입니다> (이명원)
- 2002.12.01 <아버지의 두 얼굴> (판사)
- 2003.01.12 <신용 불량, 그 족쇄를 찬 아이들> (소영 아버지)
- 2003.02.23 <특집 가정폭력 제1편-잔혹한 애정, 의처증> (동철)
- 2003.03.02 <특집 가정폭력 제2편-남편이 아내를 때리는 세가지 이유> (상담)
- 2003.03.16 <위험한 덫, 수인번호 1401번> (남 1-경찰-)
- 2003.03.23 <호주제 폐지 가능한가> (박태형)
- 2003.05.25 <2003년 5월 청소년 쉼터 이야기> (고향 친구 오빠)
- 2003.06.08 <특집 호주제 제2편-만약 호주제가 폐지된다면.. 가족부와 1인1적제> (이장)
- 2003.06.15 <특집 호주제 제3편-호주제, 그 존폐여부를 진단한다> (노인 1)
- 2003.06.22 <당신의 정보가 새고 있습니다!> (박위원장)
- 2003.06.29 <교통사고, 그 이어지는 상처들> (친구)
- 2003.07.13 <특집 성폭행 제2편-성폭행 범죄에 대한 잘못된 생각들> (아버지)
- 2003.08.17 <개 . 판(判). 결(決)> (판사)
- 2003.08.24 <어떤 부모의 아이들> (회사 동료)
- 2003.08.31 <시각장애인 그들만의 일터> (스포츠맛사지협회 회장)
- 2003.09.07 <여자로 살았던 남자 - 트랜스젠더> (의사)
- 2003.09.14 <아름다운 죽음> (변호사)
- 2003.09.28 <오아시스를 찾아서> (경찰)
- 2003.10.05 <사랑의 덫> (손님 2)
- 2003.10.12 <빚을 남기고 떠난 할아버지> (매제)

다큐멘터리 인물과 사건 (KBS 1라디오)
- 2004.05.09 92년 봄, 이지문 중위의 호루라기 (대위 1)
- 2004.05.30 그때, 명동성당이 있었다 (김덕진 / 직원 1)
- 2004.06.06 80년대, 을지로 인쇄골목의 전사들 (기관원)
- 2004.06.13 2004년 게임강국, 한국을 말한다 (조기용)
- 2004.06.27 암호명 '리본' 그 5박 6일의 탈북작전 (최영훈)
- 2004.07.04 한국의 닥터 노먼 베쑨, 양길승 (박경서)
- 2004.07.11 슬픔의 섬 - 사할린 제1부 끝나지 않은 고통 (더빙 성우)
- 2004.07.25 민중의 노래 새롭게 변화하는 목소리 (부위원장)
- 2004.08.15 친일문학, 그 역사의 먼지를 털다 (이군)
- 2004.08.29 <사형>, 정의의 실현인가? 또 하나의 살인인가? (교도관 2)
- 2004.09.05 그래도 껴안아야 할 그들 소년범! (판사)
- 2004.09.12 사북, 슬픈 광부들이 땅 (부장 / 노조 3)
- 2004.09.19 국민교육헌장, 그리고 교육지표사건 (정상구)
- 2004.10.03 그들은 왜 총을 들지 않는가 (교도관 1)
- 2004.10.17 김민수 교수와 국립 서울 대학교 (소리)
- 2004.10.24 넝마대장 윤팔병의 아름다운 외출 (군인 / 낭독)
- 2004.11.07 성매매와의 전쟁 그 명분과 논란 (기사)
- 2004.11.14 전태일 34주기, 왜 다시 전태일인가 (김영문)
- 2004.11.21 영재교육의 장 민족사관고등학교의 현주소 (교사 1)
- 2004.11.28 세례명 바르톨로메오! 세상 낮은 곳으로 임하다 (요원 1)
- 2004.12.05 시화호에 공룡 알이 나타난 이유 (공룡학자)
- 2004.12.26 고문, 우리시대의 일그러진 인권 (요원 4)
- 2005.01.16 주민자치의 운영모델 옥천군 안남면 (위원장)
- 2006.03.26 평택미군기지반대 현장보고서 황새울에 봄은 오는가 (철호)
- 2006.07.23 조선왕조실록! 127일간의 반환대첩(大捷)! (천환)
- 2007.06.24 57년만의 귀환, 학도병유해발굴 (정태경)

다큐멘터리 역사를 찾아서 (KBS 1라디오)
- 2004.10.23 제01편 빗나간 프로젝트 동북공정 (의장-유엔-)
- 2004.10.30 제02편 하늘의 아들 주몽, 나라를 세우다 (오이-주몽 친구-)
- 2004.11.06 제03편 신화속에서 걸어나와 역사를 만든 유리왕 (주몽)
- 2004.11.13 제04편 국내성 천도, 그리고 부여 정벌 (신하 / 김영만-고구려 연구자-)
- 2004.11.20 제05편 정복과 수성, 그리고 비운의 왕자 호동 (최리-낙랑국 국왕-)
- 2004.12.04 제07편 118년을 살았던 태조왕과 그의 형제들 (고복장)
- 2004.12.11 제08편 한나라 대군을 물리친 명림답부의 청야전술 (관리 2)
- 2005.01.01 제11편 뼈아픈 패전을 딛고 일어선 동천왕 (밀우)
- 2005.01.22 제14편 대를 이은 적수, 모용 선비족 (미천왕)
- 2005.03.05 제20편 위기일발의 신라를 구한 광개토왕 (고구려 시대의 아무 왕)

생방송 해피 선데이 (KBS 2라디오)
- 2004.05.16 어른을 위한 동화 03회 <인도에서 원숭이 신과 여행하기> (남 2)
- 2004.05.30 뮤직 드라마 05회 <담배 끊기> (남 1)
- 2004.06.20 추리극장 08회 <죽음의 법칙> (의사)
- 2004.07.04 어른을 위한 동화 10회 <고상한 취미> (남편)
- 2004.08.15 어른을 위한 동화 14회 <길> (관리인)
- 2004.09.12 추리극장 18회 <운수 좋은 날> (삼발이)
- 2004.09.19 뮤직 드라마 19회 <공주님> (친구)
- 2004.10.03 뮤직 드라마 21회 <가을 편지> (아빠 친구)
- 2004.10.10 추리극장 22회 <스파이의 죽음> (미국인)

오픈 다큐멘터리 (KBS 1라디오)
- 2002.10.21 ~ 2002.11.30 제1화 <실리콘밸리의 작은 거인, 그랜드마스터 김태연> 33회(대련자)
- 2002.12.02 ~ 2003.01.20 제2화 <페루의 영웅, 박만복 감독> 1, 17, 18, 26회(우체부), 28회, 32, 35, 36회
- 2003.01.20 ~ 2003.03.01 제3화 <아름다운 선택, 강태원> 10회(청년), 11~13, 15~21, 23, 24, 26~28, 30, 31, 33회(박종호)
- 2003.03.03 ~ 2003.05.24 제4화 <신이 내린 목소리, 소프라노 조수미> 3, 14, 18, 24, 35, 44, 50, 52, 64, 65, 66, 69회

엄길청의 성공시대 (KBS 2라디오)
- 2005.12.05 ~ 2005.12.17 제56화 <안전한 세상을 위한 특명, '김민규, 출동하라'> (직원)
- 2006.06.19 ~ 2006.07.01 제70화 <무궁화 전자, 맨땅에서 꽃피우다> (박경수)

보고싶은 얼굴 그리운 목소리 (KBS 한민족 방송)
- 2014.03.30 연중기획 - 이제, 나는 대한민국 국민입니다 <제3부 중국동포타운 1번지 '전길운'> (해설)

특집 프로그램 (KBS 2라디오)
- 2002.02.24 교통캠페인 드라마 <노란 안전선 위의 행복-11명의 아이를 낳고 싶었던 남자> (행인)
- 2002.05.26 교통캠페인 드라마 <노란 안전선 위의 행복-천국에서 맞은 어린이날> (사람들)
- 2002.08.25 교통캠페인 드라마 <노란 안전선 위의 행복-빗길에 선 구경꾼> (캐스터)
- 2002.10.27 교통캠페인 드라마 <노란 안전선 위의 행복-한밤의 불청객> (납골당 사람)
- 2002.11.24 교통캠페인 드라마 <노란 안전선 위의 행복-눈길에서 사라진 꿈>
- 2002.12.24 크리스마스특집 음악드라마-너는 떠나며, 마치 날 떠나가듯이 1부 (뮤지컬 주인공 남자)
- 2002.12.25 크리스마스특집 음악드라마-너는 떠나며, 마치 날 떠나가듯이 2부 (뮤지컬 주인공 남자)
- 2003.01.26 한국 문학 오디오북 - 제13화 채만식 <달밤> (신문 배달부)
- 2003.03.30 교통캠페인 드라마 <노란 안전선 위의 행복-박제가 된 내 아들> (승현이 삼촌)
- 2003.04.27 교통캠페인 드라마 <노란 안전선 위의 행복-월드컵 4강전이 열리던 날> (박흥태)
- 2003.05.25 교통캠페인 드라마 <노란 안전선 위의 행복-내 인생의 오토바이> (정신과 의사)
- 2003.07.27 한국 문학 오디오북 - 제19화 박영준 <모범 경작생> (면장)
- 2003.08.31 교통캠페인 드라마 <노란 안전선 위의 행복-그리운 완두콩 한 말> (남편)
- 2003.09.28 교통캠페인 드라마 <노란 안전선 위의 행복-휠체어를 타고 온 선생님> (형)
- 2004.02.29 교통캠페인 드라마 <노란 안전선 위의 행복-휴게소 앞에서 생긴 일> (경찰)
- 2004.04.25 교통캠페인 드라마 <노란 안전선 위의 행복-부메랑이 되어 돌아온 담뱃불> (김동식 경사)
- 2004.05.30 교통캠페인 드라마 <노란 안전선 위의 행복-바다와 맥주, 그리고 빗방울>
- 2004.09.26 교통캠페인 드라마 <노란 안전선 위의 행복-허수아비는 알고 있을까?> (경찰)
- 2004.11.28 교통캠페인 드라마 <노란 안전선 위의 행복-공사 중인 도로에서 길을 잃다> (손님)

기타 프로그램 (KBS 한민족 방송)
- 나의삶 나의 보람 - <나의 발자취>
- 종교와 인생 - <오늘의 말씀>
- 동서 남북 - <시사 마당>
- 오늘과 내일 - <세상 따라잡기>

건강 365 (KBS 3라디오)
- 365 건강뉴스

사랑의 책방 (KBS 3라디오)
- 행복 바이러스

### GBF(국악방송)
특집 프로그램 (국악방송)
- 2005.09.08 국립국악고등학교 개교 50주년 특집단편 드라마 "바람과 나무의 노래" (전우석)
- 2007.01.03 안비취 명창 타계 10주기 추모 특집 드라마 1부 "소리는 새가 되어..." <깊은 사랑> (깊은 사랑의 남자 외)
- 2007.01.03 안비취 명창 타계 10주기 추모 특집 드라마 2부 "소리는 새가 되어..." <비취는 날아오르고> (찻집 손님 외)

## 공연
- 1994 연극 타이터스 앤드로니커스
- 1997 연극 코리올레이너스 - 코리올라누스
- 1997 연극 사천의 선인
- 2003 연극 미라클
- 2004 연극 크리스마스 도둑
- 1993 뮤지컬 밑바닥에서 - 싸친
- 1998 뮤지컬 서푼짜리 오페라
- 1999 뮤지컬 스트라이더
- 2000 뮤지컬 서푼짜리 오페라
- 2005 뮤지컬 밑바닥에서 - 싸친
- 2007 뮤지컬 블루 다이아몬드 - 브라운

## 기타 사항
- 2005 한국영화 <연애의 목적> 목소리 출연
- 2011 연극 <향단이 날다> 무대감독
- 2015 한국성우 이벤트 <혼자라서 좋은 날> 출연
- 2015 극장용 10주년 YONG 10 FESTA <위대한 예술가의 편지Ⅰ - 슈베르트, 고독으로부터>  낭독
- 2015 극장용 10주년 YONG 10 FESTA <위대한 예술가의 편지 Ⅱ - 쇼팽, 낭만으로부터> 낭독
- 2015 서울도서관 정문 <쉼, 청 낭독회 - 홍길동전, 나무꾼과 선녀, 임금님 귀는 당나귀 귀> 낭독
- KBS 광복 70주년 기획 다큐멘터리 2부작 <이상설, 불꽃의 시간> 이상설 역 출연
- 2016 보이스북 오프라인 이벤트 <Open the Door> 출연

잡지
- 2015 Magazine VOICE Vol.0 <해외 TV드라마 삼총사 S2> - 인터뷰 기사